# Zabolotți, Ivanîci
Zabolotți (în ucraineană Заболотці) este localitatea de reședință a comunei Zabolotți din raionul Ivanîci, regiunea Volînia, Ucraina.

## Demografie
Componența lingvistică a localității Zabolotți
     Ucraineană (99,12%)
     Alte limbi (0,88%)
Conform recensământului din 2001, majoritatea populației localității Zabolotți era vorbitoare de ucraineană (99,12%), existând în minoritate și vorbitori de alte limbi.